# Deathspell Omega
Deathspell Omega je blackmetalová kapela založená roku 1998 ve francouzském Poltiers.
Skupina se v textech zaměřuje na metafyzický satanismus a díla filozofů Bataille a Hegela. Do povědomí se dostala zejména sérií tří koncepčních alb z let 2004, 2007 a 2010 (Si monvmentvm reqvires, circvmspice, Fas – Ite, Maledicti, in Ignem Aeternum a Paracletus) zaměřujících se na teologické aspekty Boha a Satana a na vztah člověka k nim.
Od sedmého studiového alba The Furnaces of Palingenesia mají texty politickou tematiku namířenou proti autoritarismu.

## Historie
Zpočátku hrála skupina Deathspell Omega tradiční syrový black metal po vzoru např. Darkthrone a jejich alba Transilvanian Hunger. V roce 2004 představila kapela s vydáním alba Si Monvmentvm Reqvires, Circvmspice nový zvuk – více technicky a experimentálně zaměřený, s lepší produkcí a vlivy  gregoriánského chorálu a sborové hudby obecně.
Tvorba kapely se po vydání Si Monvmentvm Reqvires, Circvmspice stala ještě více experimentální, což se projevilo na pěti skladbách vydaných v roce 2005 na EP Kénôse a dvojici split alb o celkové délce téměř osmdesáti minut, přesahující délku předchozí studiové desky. Druhý díl trilogie, Fas – Ite, Maledicti, in Ignem Aeternum – byl vydán 16. července 2007, v USA 17. července. V lednu 2009 vyšlo další EP nazvané Veritas Diaboli Manet in Aeternum: Chaining the Katechon. Další studiové album Paracletus zveřejnila vydavatelství Norma Evangelium Diaboli a Season of Mist 9. listopadu 2010.  Poslední nahrávkou týkající se trilogie je epilogové EP Drought, vydané 22. června 2012.
Šesté studiové album, The Synarchy of Molten Bones, bylo dostupné nejprve v digitální verzi ke stažení a streamování 31. října 2016, na CD a 12'' vinylu vyšlo 8. listopadu.
Sedmá deska nazvaná The Furnaces of Palingenesia vyšla 24. května 2019 a je prezentována jako manifest diktátora, hovořícího za politickou stranu zvanou „the Order“ (Řád). Album je silně namířeno proti autoritářským režimům, levicovým i pravicovým. Zároveň představuje posun co do produkce, neboť ho skupina nahrála s pomocí analogového vybavení a výsledný mastering je tišší než jejich předchozí tvorba. Ve skupině působí lidé z opačných stran politického spektra, k čemuž se členové vyjádřili po kritice, kterou obdrželi. Důvodem byl zpěvák Mikko Aspa, jenž se sólovým projektem Clandestine Blaze vydává nacionálně socialistický black metal a má vazby na Rock Against Communism kapely.

## Členové
O členech skupiny je známo jen velmi málo osobních informací. Kapela nemá oficiální webové stránky, účty na sociálních sítích nebo propagační fotografie, nikdy nehrála naživo a informace neuvádí ani na samotných albech. V průběhu let poskytli členové několik rozhovorů, v prvních z nich kritizovali blackmetalovou scénu jako takovou. Interview z roku 2004 zprostředkovávalo jejich soukromé vydavatelství Norma Evangelium Diaboli pro zachování anonymity.
Finský hudebník Mikko Aspa je zpěvákem skupiny od roku 2002. Shaxul, zpěvák Hirilorn, uvedl, že byl zpěvákem od založení skupiny do roku 2002, kdy odešel kvůli neshodám ohledně nového vývoje hudby směrem k avantgardě a „náboženskému trendu“, což vnímal jako zradu. V roce 2014 proběhl rozhovor pojednávající o nedoceněných metalových kytaristech, ve kterém Luc Lemay, zpěvák skupiny Gorguts, uvedl jako kytaristu Deathspell Omega Christiana Bouchého, včetně jeho přezdívky Hasjarl.
Členem skupiny je rovněž bubeník, neboť kapela potvrdila, že programované bicí použila pouze u prvních 4 skladeb na debutovém albu Infernal Battles.
Tobias Forge, zpěvák skupiny Ghost, uvedl v rozhovoru s magazínem Loudwire roku 2018, že producentem Deathspell Omega je francouzský synthwaveový hudebník Franck Huseco, známý pod uměleckým jménem Carpenter Brut.

## Sestava

### Současní členové
- Khaos – baskytara (1998–)
- Christian Bouché – kytara (1998–)
- Mikko Aspa – zpěv (2002–)

### Bývalí členové
- Yohann Pasquier – bicí (1998–1999)
- Frédéric Sescheboeuf – zpěv (1998–2002)

## Diskografie
Studiová alba
- Infernal Battles (2000)
- Inquisitors of Satan (2002)
- Si Monvmentvm Reqvires, Circvmspice (2004)
- Fas – Ite, Maledicti, in Ignem Aeternum (2007)
- Paracletus (2010)
- The Synarchy of Molten Bones (2016)
- The Furnaces of Palingenesia (2019)
- The Long Defeat (2022)

EP
- Kénôse (2005)
- Veritas Diaboli Manet in Aeternum: Chaining the Katechon (2008), samostatné vydání části nahrané pro split album se skupinou  S.V.E.S.T.
- Mass Grave Aesthetics (2008), původně ze splitu From the Entrails to the Dirt z roku 2005.
- Diabolus Absconditus (2011), původně ze splitu Crushing the Holy Trinity' z roku 2005.
- Drought (2012)

Dema
- Disciples of the Ultimate Void (1999, zároveň uvedené jako poslední čtyři skladby na debutovém albu Infernal Battles)

Split alba
- Clandestine Blaze / Deathspell Omega (2001)
- Sob A Lua Do Bode / Demoniac Vengeance – Split LP s Moonblood (2001)
- Split s Mütiilation (2002)
- From The Entrails To The Dirt (Part III) – Split LP s Malicious Secrets (2005)
- Crushing The Holy Trinity (Part I: Father) – V/A LP se Stabat Mater, Clandestine Blaze, Musta Surma, Mgła a Exordium (2005)
- Veritas Diaboli Manet in Aeternum – split EP se S.V.E.S.T. (2008)

Kompilace
- Manifestations 2000–2001 (2008, kolekce skladeb původně vydaných na LP splitech s Moonblood a Mütiilation, a kompilace Black Metal Blitzkrieg)
- Manifestations 2002 (2008, 8 dříve nevydaných skladeb, původně napsaných pro kompilaci Crushing the Holy Trinity a plánované split album s Cantus Bestiae)